# Helena Caúla Reis

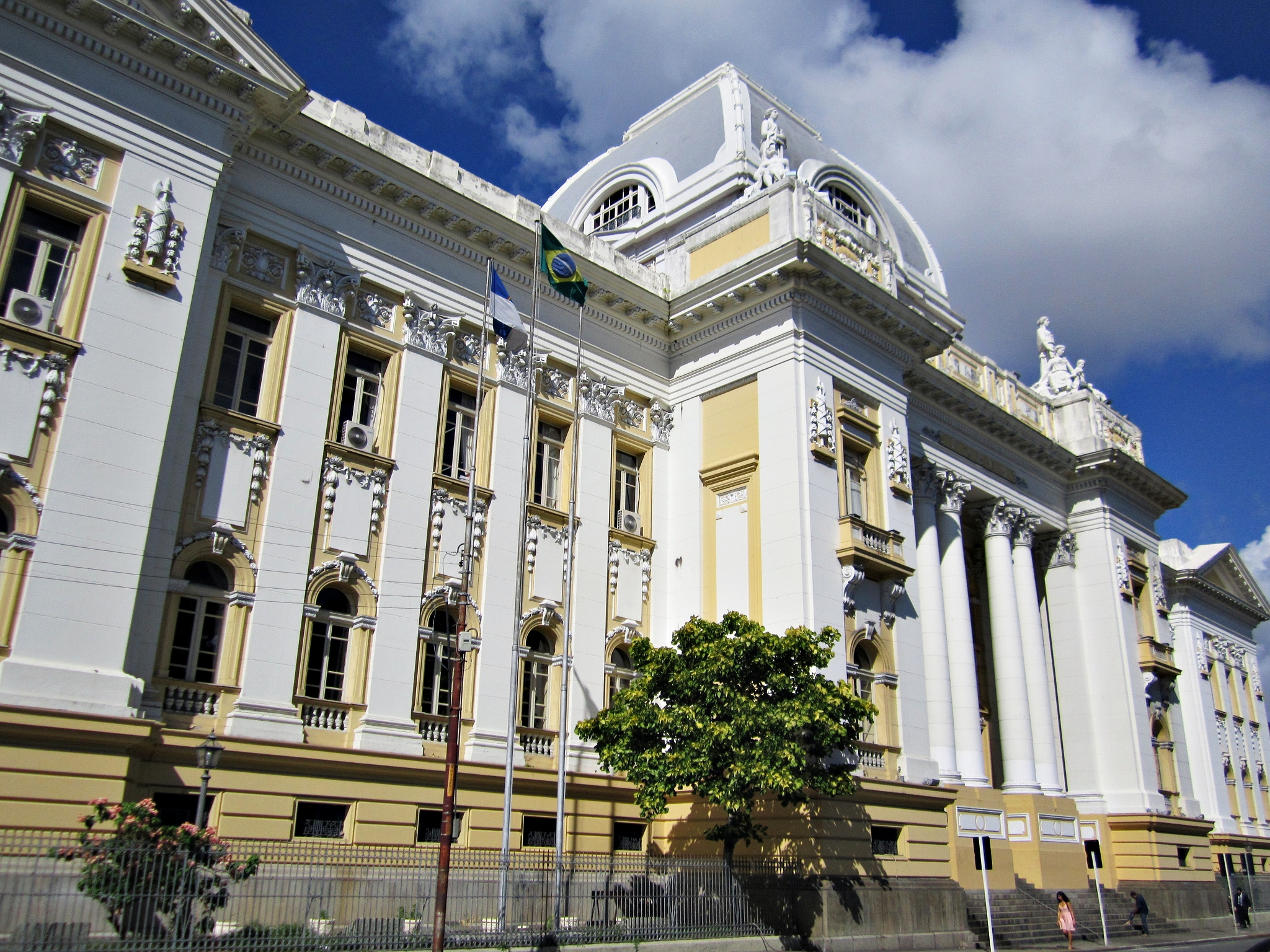
Tribunal de Justiça de Pernambuco - Recife, Pernambuco, Brasil

Helena Caúla Reis (Fortaleza, 1940 – Recife, 23 de janeiro de 2022) foi a primeira mulher a ocupar o cargo de desembargadora do Tribunal de Justiça de Pernambuco (TJPE).

## Biografia
Natural de Fortaleza, Helena Caúla Reis chegou ao Recife em 1952, devido à transferência profissional do seu padrasto. O senhor Belmiro de Sousa, então integrante da marinha mercante brasileira, trouxe a família composta pela esposa, a senhora Laura Caúla de Sousa, e seus quatro filhos, dentre estes a pequena Helena, com 12 anos de idade. No Recife, Helena se formou em Odontologia e Direito, concluídos em 1962 e 1967, respectivamente, na Universidade Federal de Pernambuco (UFPE). Ela é casada com o desembargador Aquino Farias Reis há mais de cinquenta anos e dessa união nasceram seus três filhos e, posteriormente, cinco netos. Em Pernambuco, Helena Caúla Reis também se destacou no âmbito profissional, sendo a primeira mulher a assumir o cargo de perita criminal no Estado.
Válido é destacar que antes de ser perita criminal, Helena já havia sido funcionária do TJPE, onde iniciou a sua carreira em 1959 como datilógrafa e, depois, como oficial judiciária concursada. Em 1966, ela foi posta à disposição do Poder Executivo, no Instituto de Polícia Técnica, onde permaneceu até 1974, período de turbulência política no país. Com um currículo vasto, Helena Caúla Reis ensinou durante 35 anos na UFPE, nas áreas de Direito, Odontologia, Farmácia, ministrando ainda aulas esparsas em outros cursos da área de Saúde, inclusive Medicina. O Ministério Público de Pernambuco também contou com a sua atuação como promotora e procuradora de Justiça, de 1974 a 2001, ano em que foi nomeada desembargadora pelo quinto constitucional.
No dia 13 de agosto de 2001, Helena Caúla Reis marcou a história pernambucana ao ser a primeira mulher a assumir o cargo de desembargadora no Poder Judiciário estadual, nas vagas reservada ao quinto constitucional. Presidiu a Seção Criminal e a 2ª Câmara Criminal deste Poder, no Palácio da Justiça, onde deu início ao seu caminho profissional datilografando os votos dos desembargadores. Recebeu em 2018 o título de Cidadã do Recife.